# Henning Wagenbreth
Henning Wagenbreth, né en 1962 à Eberswalde, est un illustrateur allemand.

## Biographie
Wagenbreth est né en Allemagne de l'Est en 1962 à Eberswalde dans le land de Brandenbourg. De 1982 à 1987, il étudie la typographie et l'illustration à l'École supérieure d'art de Berlin-Weißensee (de) dont il obtient le diplôme en 1987,. De 1989 à 1991, il participe au collectif d'artistes PGH ((Coopérative de production de l'artisanat) formé avec Detlef Beck (de), Anke Feuchtenberger et Holger Fickelscherer. En 1992-1993, après la chute du mur de Berlin, il se rend à Paris où il découvre les travaux de Bazooka, Pascal Doury, Marc Caro, Loustal, Petit-Roulet, Bruno Richard et Mark Beyer,. Depuis 1994 il occupe le poste de professeur d'illustration et de design graphique à l'université des arts de Berlin,. Il publie régulièrement des illustrations dans des périodiques internationaux, dont le Frankfurter Allgemeine Sonntagszeitung, GEO, Libération, Le Monde, The New York Times et le San Francisco Chronicle. En 2016 une exposition lui est consacrée au musée musée Olaf-Gulbransson (de) de Tegernsee,.
En 1997, Libération lui commande une série de pictogrammes pour identifier ses rubriques, qui restera en place jusqu'en 2007. En 2000, son livre pour enfant, Mond und Morgenstern (Lune et étoile du matin) reçoit le prix du « schönstes Buch der Welt » (plus beau livre au monde) décerné par la Stiftung Kunstbuch (Fondation des livres d'art). En 2006, Wagenbreth conçoit Tobot "une machine à illustrer", un système de composition de dessins pensé comme un compositeur de texte, en remplaçant les lettres pas des images,. Ses ouvrages récents publiés en France sont Plastic Dog (2012, L'Association), Le Pirate et l'Apothicaire (texte de R.L. Stevenson édité en 2013 par Les Grandes Personnes), Le secret de Sainte-Hélène (2014, Le Nouvel Attila), Honky Zombie Tonk (Othello, 2016). En 2016, il réalise également les visuels des Rencontres du 9e art d'Aix-en-Provence. Sa capacité saisissante à condenser des idées complexes en signes simples l'a amené à travailler sur des timbres-poste allemands en édition limitée pour la Deutsche Post (poste allemande).

Lignes fortes et faussement simples, aplats avec rarement plus de trois couleurs mais éclatantes, traits caricaturaux des personnages : son dessin évoque aussi bien l'expressionnisme allemand que les comics d'Art Spiegelman . Clotilde Gaillard y voit 

« Des petites BD à la fois grotesques et perturbantes, aussi drôles que tragiques, qui plongent le curieux dans un monde gentiment glauque et semi-industriel. Au cœur de ces dystopies angoissantes, assemblées façon Lego et peuplées d’êtres angulaires rappelant les masques incas et les calaveras mexicains, on croise en effet des scènes de meurtre, de torture, d’accouchement semble-t-il douloureux et de décontamination de sites radioactifs. Le tout mis en scène avec une certaine candeur dans le trait. Un contraste puissant qui suscite chez le spectateur un pertinent malaise. »

## Publications

### Livres
- Fallende Groschen. Asphalthaiku (texte de Uli Becker (de)), Maro-Verlag, Augsburg, 1993
- Der Polarforscher (texte de T. C. Boyle), Maro-Verlag, Augsburg, 1995,  (ISBN 3-87512-656-4)
- Grosse Mausefalle (texte d'Alfred Lichtenstein), Eulenspiegel-Verlag, Berlin, 1996,  (ISBN 3-359-00784-0)
- Mond und Morgenstern (texte de Wolfram Frommlet (de)), Peter Hammer Verlag, Wuppertal, 1999,  (ISBN 3-87294-784-2)[9]
- Das Geheimnis der Insel St. Helena, Büchergilde Gutenberg, Francfort-sur-le-Main, 2002,  (ISBN 3-7632-6020-X)[6]
- Cry for Help: 36 Scam Emails from Africa, Gingko Press, Hamburg, 2006,  (ISBN 1-58423-245-5)[15],[16]
- Fuck America (texte de Edgar Hilsenrath, traduit par Jörg Stickan), Paris, Attila, 2009  (ISBN 978-2-917084-06-9)
- Mauern: zehn Geschichten, um sie zu überwinden Jacoby & Stuart, Berlin, 2009,  (ISBN 978-3-941087-69-9)
- Honky Zombie Tonk. Die blauen Geister von New Orleans, Edition Büchergilde, Francfort-sur-le-Main, 2013,  (ISBN 978-3-86406-026-7)